# Pfarrkirche Pians

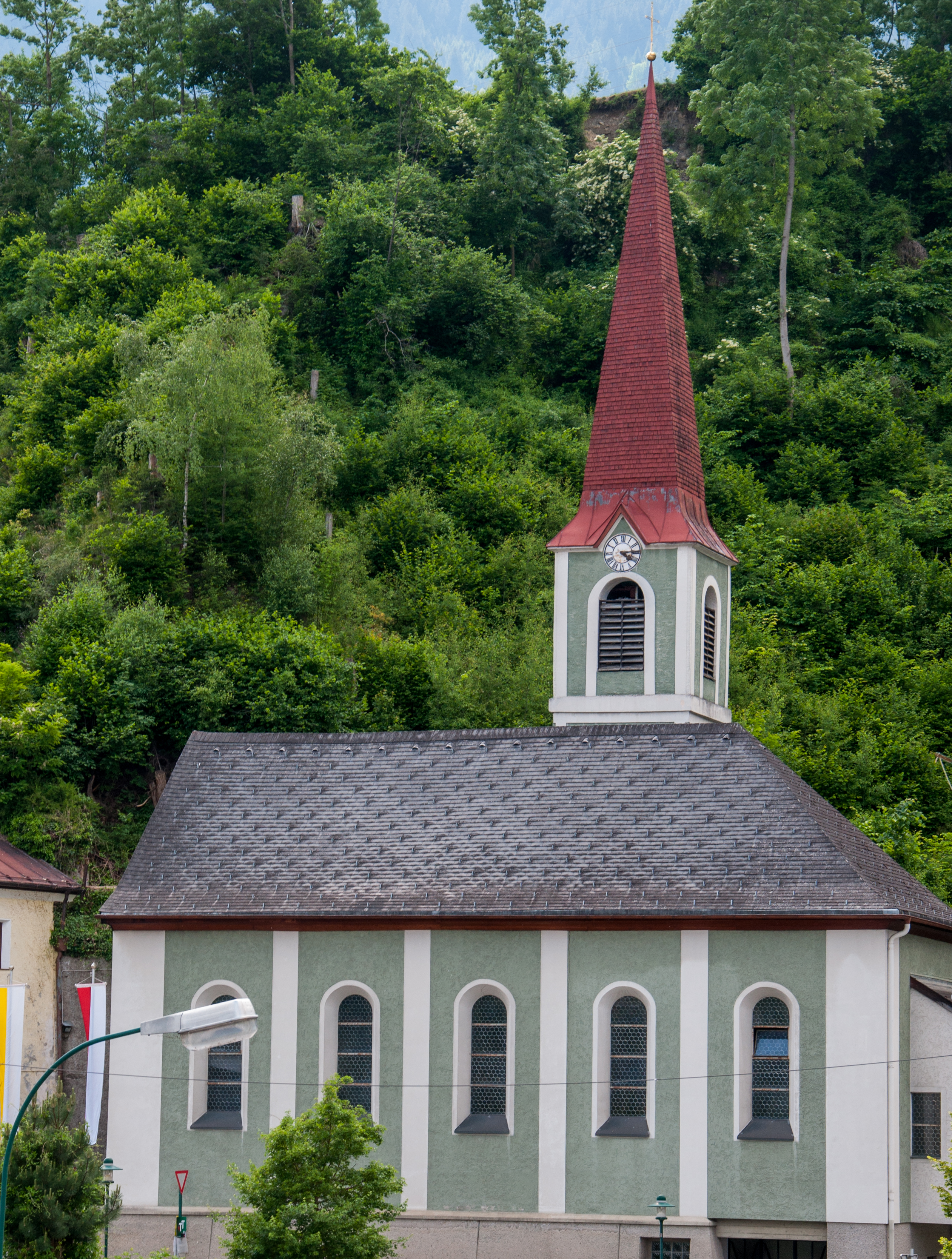
Dreifaltigkeitskirche Pians

Die römisch-katholische Pfarrkirche Pians steht in der österreichischen Gemeinde Pians in Tirol.
Urkundlich wurde die Kapelle im Jahre 1646 erwähnt. Die Pfarrkirche wurde von 1829 bis 1892 gebaut. In den Jahren 1972/73 wurde das Langhaus und der Chor nach Plänen des Architekten Clemens Holzmeister umgebaut und neu gestaltet. Der Nordturm besitzt rundbogige Schallfenster und einen Giebelspitzhelm. Die Kreuzwegbilder stammen aus dem Jahre 1852. Die alte Einrichtung der Kirche steht unter Verwahrung.